# Dziedziczenie (prawo)
Dziedziczenie – wejście spadkobiercy lub kilku spadkobierców (będące skutkiem zdarzenia prawnego – śmierci osoby fizycznej) w sytuację prawną spadkodawcy polegającą w szczególności na nabyciu praw i obowiązków majątkowych, których podmiotem był spadkodawca.
Krąg spadkobierców wyznacza wola spadkodawcy przy dziedziczeniu testamentowym lub przepis ustawy przy dziedziczeniu ustawowym.

## Dziedziczenie w Polsce

### Obecna regulacja
Instytucja dziedziczenia jest częścią prawa spadkowego. Uregulowana jest w Kodeksie cywilnym z 23 kwietnia 1964 r.
Obecnie istnieją dwa porządki dziedziczenia:
- dziedziczenie testamentowe
- dziedziczenie ustawowe.

Dziedziczeniu testamentowemu zostało przyznane pierwszeństwo przed dziedziczeniem ustawowym. Zgodnie z art. 926 § 1 Kodeksu cywilnego dziedziczenie ustawowe może zajść co do części albo co do całości spadku.
Zgodnie z art. 926 § 3 Kodeksu cywilnego dziedziczenie ustawowe co do części spadku następuje wtedy, gdy spadkodawca nie powołał do tej części spadkobiercy albo gdy którakolwiek z kilku osób, które powołał do całości spadku, nie chce lub nie może być spadkobiercą. Do sytuacji, w których spadkobierca jest uznawany za osobę niemogącą być spadkobiercą zalicza się zwłaszcza osobę niegodną dziedziczenia, zaś osoba jest traktowana jako nie wyrażająca chęci do bycia spadkobiercą w momencie odrzucenia spadku.
Zgodnie z art. 926 § 2 Kodeksu cywilnego dziedziczenie ustawowe co do całości spadku następuje wtedy, gdy spadkodawca nie powołał spadkobiercy albo gdy żadna z osób, które powołał, nie chce lub nie może być spadkobiercą.

### Historia dziedziczenia w Polsce

#### Średniowiecze
Prawo spadkowe w średniowiecznej Polsce charakteryzowało się dwoma wykorzystywanymi do dziś porządkami dziedziczenia – testamentowym i beztestamentowym.
Dziedziczenie z testamentu do XII wieku było niedopuszczalne, a później podlegało niezliczonym restrykcjom. Dlatego epoka feudalizmu uznawana jest za rozkwit dziedziczenia beztestamentowego. Stopniowo jednak następowała indywidualizacja własności, czyli dozwolenie właścicielowi na swobodne dysponowanie nią.
Geneza prawa spadkowego nie jest jasna. Wiąże się ją z instytucją niedziału, czyli zbiorowej własności będącej w rękach rodziny. W miarę postępu doktryny indywidualizacji wartości, tworzyło się coraz szersze pole dla prawa spadkowego, głównie w formie dziedziczenia beztestamentowego.

##### Dziedziczenie beztestamentowe (ab intestato)
Dziedziczenie to wyróżnia:
1. rozwój kategorii dziedziców koniecznych, czyli prawa synów do dziedziczenia majątku po zmarłym ojcu. W średniowieczu wykształciła się zasada głosząca, iż każdy z synów ma prawo do dziedziczenia równej części z majątku ojca;
2. duża rola kobiet (głównie córek) w dziedziczeniu. Początkowo dziedziczyły jedynie w wypadku braku równych im stopniem zstępnych spadkodawcy, a jeśli miały braci, ich część spadkową stanowił posag. Od XVII wieku wprowadzono zasadę czwarciny, oznaczającej prawo córki do dziedziczenia 1/4 majątku ojca. Prawa kobiet w dziedziczeniu beztestamentowym były jednak bardzo silnie zróżnicowane terytorialnie;
3. rozszerzanie kręgów krewnych w linii bocznej do IV stopnia pokrewieństwa, którzy byli uprawnieni do dziedziczenia. Dziedziczyli oni jedynie wówczas, gdy testator nie posiadał bliższych wstępnych lub zstępnych;
4. brak możliwości dziedziczenia po małżonku;
5. w przypadku braku krewnych uprawnionych do dziedziczenia, spadek przechodził w ręce panującego, stając się puścizną. Prawo panującego do dziedziczenia nazywa się inaczej prawem kaduka, które w miarę poszerzania się kręgu uprawnionych do spadkobrania, traciło na znaczeniu.

##### Dziedziczenie testamentowe (ex testamento)
Dziedziczenie testamentowe było znacznie mniej popularne. We wczesnym średniowieczu, wskazywano, że jest ono niezgodne z dwoma zasadami. Po pierwsze testament był formą aktu prawnego sporządzonego za życia, a wywołującego skutki po śmierci testatora. Po drugie na mocy testamentu dziedzicem mógł się stać ktoś spoza kręgu najbliższych krewnych zmarłego. Jednak od XII wieku, pod bezpośrednim wpływem Kościoła i pośrednim wpływem prawa rzymskiego, testament stał się formą zapisu części majątku głównie na rzecz osób trzecich (zazwyczaj samego Kościoła). Początkowo zapisy te nie mogły naruszać prawa osób najbliższych do dysponowania całością majątku. Stopniowo, pod wpływem Kościoła, dozwolono na testamentowe rozporządzanie całością majątku po śmierci. Na początku XVI wieku, w konstytucjach sejmowych (z 1505, 1510 i 1519 r.) zakazano pod groźbą nieważności, dysponowania całością dóbr materialnych. Zasady te zostały także wcielone do praw miejskich.

#### Rzeczpospolita szlachecka

##### Prawo ziemskie
- Od początku XVI w. ograniczenie dziedziczenie testamentowego – konstytucje sejmowe z lat 1505 i 1510 w ogóle wprowadziły zakaz rozporządzania dobrami nieruchomymi w drodze testamentu.
- Ograniczenia praw kobiet w dziedziczeniu dóbr nieruchomych. Od XVII wieku pod wpływem prawa węgierskiego ograniczenia przybrały formę czwarciny.

##### Prawo miejskie
- W zasadzie jednakowe działy spadkowe przysługiwały mężczyznom i kobietom.
- Zróżnicowanie ze względu na płeć w specyficznych instytucjach prawa miejskiego: geradzie o hergewecie.
- Swobodna dyspozycja poprzez testament nabytym majątkiem ruchomym.

#### Dziedziczenie w czasach zaborów
- Kodeksy przyznawały w zasadzie każdemu zdolność testowania (z ograniczeniami). Uwzględniały prawa spadkowe osób najbliższych spadkodawcy (dziedziców koniecznych) – początkowo z reguły najbliżsi krewni.
- Kodeks Napoleona – ograniczał zdolność testowania od wieku. Opiekunowie nie mogli otrzymać zapisu testamentowego od małoletnich będących pod ich opieką. Znał system rezerwy.
- Allgemeines bürgerliches Gesetzbuch (ABGB) – ograniczał zdolność testowania od wieku i stanu umysłowego; marnotrawcy mogli rozporządzać jedynie połową majątku. Znał system zachowku – osoby uprawnione do zachowku otrzymywały prawo do roszczenia do spadkobiercy powołanego w testamencie o zapłatę sumy pieniężnej stanowiącej równowartość należnej im części obowiązkowej.
- Bürgerliches Gesetzbuch (BGB) – wśród dziedziców koniecznych wymieniał także małżonka. Znał system zachowku – osoby uprawnione do zachowku otrzymywały prawo do roszczenia do spadkobiercy powołanego w testamencie o zapłatę sumy pieniężnej stanowiącej równowartość należnej im części obowiązkowej.

#### Druga Rzeczpospolita
- Spadek powinien przypaść najbliższej rodzinie zmarłego; jednocześnie pozostawiały spadkodawcy znaczną swobodę dysponowania swym majątkiem.
- Istniała instytucja zachowku lub wyłączenia części majątku od swobodnego rozporządzania przez spadkodawcę.